# 湾里古民居
湾里古民居，是位于中国福建省宁德市柘荣县楮坪乡湾里村村尾的一个清代古建筑，2011年7月入选第八批柘荣县文物保护单位。
湾里古民居是柘荣县境内保留最完整的一座畲族古民居，始建于清朝光绪年间，建筑依山而建，坐东朝西，土木构穿斗式重檐悬山顶，四周围以夯土墙，前后有天井，通面阔18.85米，通进深19.58米，占地面积369.1平方米。有两级台基，上台基为主楼，左侧附建仓楼；下台基两侧建有厢房，中间是天井。建筑通体饰以精美木雕。